# 蔣廷黻
蒋廷黻（1895年12月7日—1965年10月9日），字绶章，笔名清泉，男，湖南邵東人，中国历史学家，中央研究院院士。哥倫比亞大學歷史博士。研究方向為大英帝國的工人與帝國主義的關係，後改治晚清外交史。曾任清華大學歷史系主任兼教授，中华民国驻苏联大使、中華民國常驻联合国代表、中華民國驻美大使。

## 生平

### 家世
1895年12月7日（清光绪二十一年十月二十一日），蒋廷黻出生在湖南省宝庆府邵阳县（今属邵東市）楮塘铺（据《蒋廷黻回忆录》，今属廉桥镇），家中有3亩田地，他的父亲还与二伯父共同经营在靖港的五金行和鑄鐵廠，除五金之外也賣鴉片，他在晚年曾担任靖港的商会会长。6岁时母亲去世，继母是一位富有的寡妇，对年幼的蒋廷黻相当关爱。
父亲本計劃让蔣廷黻到店当学徒，日后经商。1901年，二伯父請了一位先生辦家塾，由於蔣廷黻表現優異，加上二伯對長子的失望，就把希望寄託在蔣廷黻的身上了。後來二伯送他和他的哥哥到別家的私塾又唸了四年書。科舉被廢除，蔣也開始接受新式教育。1906年新年後，11岁的蒋廷黻进入长沙明德小學（明德学堂小学部）就读，一学期后，在秋天转入美北长老会在湘潭办的益智学堂，在那里深受美国传教士林格尔夫妇（William and Jean Lingle）的影响。1911年春，蒋廷黻染病，因此受洗加入基督教。他本身並沒有很強的基督信仰，回國後就不再是教徒了。

### 留学美國
1912年1月，蒋廷黻和長兄一起搭乘郵輪前往美國舊金山，2月21日抵美，受到基督教青年會的幫助，就读于密苏里州帕克维尔的派克學堂(Park Academy)，半工半读。生活上，他主要靠給教會演講賺取生活費，學業上，他的英文進步很快，並學習了拉丁文、德文。1913年，申請到了湖南省的官費留學，經濟狀況好轉。1914年进入俄亥俄州欧柏林学院，主修历史学。不過，在袁世凱將譚延闓免職後，官費也停止了，就靠自己打工賺錢。他還曾任『北美中國基督徒留學生協會』會長。一戰爆發，這刺激了他從軍報國的想法，在大二還參加了預備役軍官訓練團，但因為視力不好沒有繼續入讀軍校。1917年8月，中國向德國和奧匈帝國開戰，基督教青年会的全紹文（James Chuan）來招募志願者，他也報名參加。1918年获得文学士学位。7月，在紐約短暫受訓一個星期後便赴法國為軍工廠的華工服務，主要是教工人們法語，介紹休閒的遊戲，還有為他們寫信之類的事。巴黎和會召開的時候，他也多次到巴黎從朋友處獲得一些有關會議的報告。
1919年夏，蒋廷黻回到美国，进入纽约哥伦比亚大学研究院；最初，他認為自己應該專攻新聞以此在將來影響中國政治，但又認為新聞對政治的作用浮於表面，應該專攻政治學，不過政治理論太抽象，最後的結論就是專攻歷史來獲得真正的政治知識。1921年任『美東中國留學生聯合會』會長。正值華盛頓會議召開，他以研究生身份出席，學習外交細節。1923年获歷史學博士学位，論文導師是海斯（Carlton Hayes）。

### 學院生涯
1923年3月，蒋廷黻回國在上海稍作停留，就到天津参与创建了南开大学历史系，并任首任历史系主任。蒋系统性构建了南开大学西方史学课程体系，开设了西洋通史、英吉利通史、美利坚合众国通史、近世欧洲经济史、欧洲外交史、中国外交史等一系列课程，其擅长演说，授课颇受欢迎。7月10日，到橫濱迎接唐玉瑞，並結婚。1923年12月，回家探親。1925年，受陝西省長劉鎮華邀請到西北大學教暑期班。1927年夏，北伐基本結束，國民政府定都南京，他和何廉到上海、杭州、南京遊歷。1928年夏，張伯苓組織了滿洲調查圖，他也隨團參訪了瀋陽、吉林等城市。在南開的這段時間，他延續之前對外交的興趣開始對外交文獻的研究。
1929年5月，受清华大学校長羅家倫邀請，到清華歷史系任系主任。羅家倫也是哥大校友，他們在上學時期就已結下友誼，經常討論中國史學和研究方法的問題。1931年12月，九一八事變後，蔣曾在燕京大學、北大、清華做了演講。他認為『不能把後見之明當成是先見之明』，他同意顧維鈞劃中立區的觀點，希望將這個事件局部化。1932年5月22日，蒋廷黻与胡适等人共同创办《独立评论》雜誌。1934年暑假，他獲得清華的補助到歐洲訪學。8月16日，他從北平動身前往莫斯科，11月10日，回國。1935年3月，到英國蒐集有關中國的資料。9月，他返回清華任教。11月，他在南京會見蔣介石。

### 從政

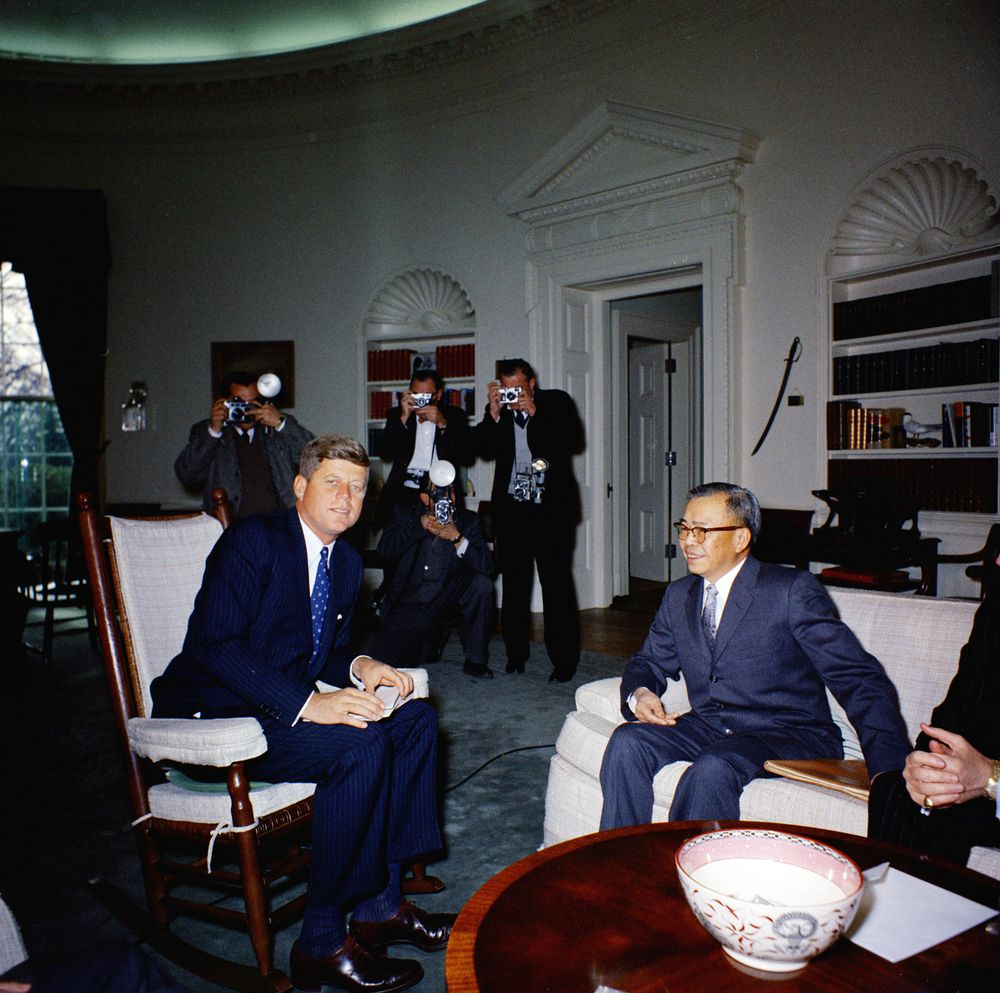
约翰·肯尼迪与蒋廷黻（1962年）

1935年12月，蒋廷黻离开清华大学，以非中国国民党员的学者身分加入国民政府，任行政院政务处长。1936年8月26日，他被任命為中华民国驻苏联大使。1938年1月1日，駐蘇大使蔣廷黻奉召回國:5726。5月12日，復任政務處長。1938年7月，出版自己的著作《中國近代史》。1941年秋，代理行政院秘書長。1943年10月21日，離開重慶赴美出席聯合國善後救濟總署（簡稱“聯總”）的成立，1944年6月19日，就到大西洋城參加籌辦會議，並主持第一委員會，7月，与孔祥熙一同出席布雷顿森林会议。1944年11月1日回重慶。1944年12月，“联总”在重庆设立办事处。1945年1月国民政府成立行政院善後救濟总署（簡稱“行總”）任署長，之後的一年，聯總不斷削減對中國資助的預算，財政部和中央銀行也對其阻撓，宋子文更是想要讓行總執行長劉鴻生架空蔣廷黻。1946年10月1日，被解除行總署長的職務，之後他賦閒在上海常和朋友討論另外組黨。
1947年5月22日，國民政府特派蔣廷黻為中華民國出席聯合國經濟及社會理事會亞洲及遠東經濟委員會代表團首席代表:8359。1947年6月17日，聯合國遠東經濟委員會第一次全體會議在上海開幕，中國、蘇聯、美國、英國、法國、印度、澳洲、菲律賓、暹羅、荷蘭10國代表到會，蔣廷黻被推為主席；6月25日會議閉幕:8372。8月2日，國民政府特派蔣廷黻暫代常駐聯合國代表兼安理會代表:8393。8月14日，中國出席聯合國安全理事會代表蔣廷黻發表聲明，贊同組織委員會視察荷印迫害華僑事:8397。8月26日，出席聯合國安理會代表蔣廷黻，對印尼虐待華僑事發表聲明:8402。
1948年4月21日，駐聯合國代表兼駐聯合國安全理事會代表蔣廷黻，代表中國政府在《關稅貿易協定》之《暫行實施議定書》上簽字:8579。11月6日，蔣廷黻會晤馬歇爾，請求美國派一特別軍事代表團到中國，並由美國軍官指揮中國軍隊作戰，未獲馬歇爾同意:8720。11月9日，蔣廷黻再就此事會晤馬歇爾:8720。
1956年3月，蔣介石以一等卿雲勳章頒授駐聯合國代表蔣廷黻，褒許其歷年在外交壇坫上奮鬥之功績:84。1958年4月，當選中央研究院歷史學科院士。1961年11月，蒋廷黻改任中華民國驻美大使，兼驻联合国代表。在聯合國代表任内，最主要的工作在於控蘇案及中華民國聯合國代表權案。1965年6月，被哥大東亞研究院聘為高級研究員，做口述史的工作。10月9日病逝於紐約。

## 家庭
蔣廷黻的原配夫人是唐玉瑞，育有二女二男。1944年，蔣廷黻出任聯合國善後救濟總署中國代表。蔣好打橋牌，牌藝精湛；抗战後期，蔣在重庆的桥牌桌上經副署長李卓敏介紹，認識沈維泰之妻沈恩欽，兩人日後傳出不倫之戀。1945年1月，行政院善後救濟總署成立，直接隸屬於行政院，蔣廷黻擔任首任署長。行政院善後救濟總署由李卓敏（後來赴美國任教於柏克萊加州大學，1964年起為香港中文大學創校校長）接任副署長後爆發貪污案。1948年7月21日蔣廷黻與沈恩欽在康涅狄格州結婚。唐玉瑞不甘於此，一狀告到聯合國，“舉牌在聯合國外面示威抗議”，成為當年茶餘飯後的笑谈；甚至唐氏經常在蔣演講餐會上公然鬧場；此舉造成蔣極大之精神壓力，以致於健康狀態走下坡，晚年竟無力完成回憶錄。中视1990年代女星蒋黎丽為其孙女。

## 著作
蒋廷黻非常重视中俄、中苏关系与东北问题的研究。于1932年写成《最近三百年东北外患史》一书中从顺治到咸丰部分，以后又发表有关文章多篇。1938年写成大纲性的《中国近代史》一书，提出中国人能否近代化将关系国家兴亡的观点。蒋廷黻是中央研究院院士。著作还有《蒋廷黻回忆录》（未完成）、《近代中国外交史资料辑要》（上、中）、《蒋廷黻选集》（台北文星出版社），译著有海斯著《族国主义论丛》。

## 評價
- 吳相湘曾用“經世致用以天下為己任”形容蔣廷黻[14]，這說明蔣廷黻勇於任事、較少書生從政的保守軟弱性格，是“今日中国……需要的政治家”。[15]但蔣廷黻的剛愎自用也是政界出名的。1946年，行政院长宋子文與行政院善后救济总署署长蒋廷黻傳出不合；是年10月，由霍宝树接替蒋擔任署长，隨即爆發貪污案。行总副署长李卓敏（後為香港中文大學創校校長）即因贪污被停职。後來蔣廷黻與张群勾结，讓李卓敏無罪脫困。[16]
- 陳之邁在文章稱蔣廷黻“對於淺陋的見解與發表淺陋見解的人，完全沒有耐心、沒有容忍”[17]；浦薛鳳稱蔣身段不夠柔軟，“不太適宜任何政體之仕途”[18]；張忠紱更直接說蔣“驕橫狂妄，排斥異己，以國事為兒戲”[19]。
- 林博文：「他是一個真正有抱負而又想做事的人，他要以知識和行動報國，而不是在書房和象牙塔中空喊口號，或寫無濟於事的政論。他把他一生中的黃金時代貢獻給國家，在聯合國安理會和聯大會議上馳騁，每年在驚濤駭浪中護衛中華民國會籍。」[20]
- 伍修权在1950年时曾怒斥蒋“我怀疑这个人到底是不是中国人”，因为蔣廷黻作为当时的中国代表，却未使用汉语发言。[21]

## 傳記
- 《蔣廷黻的志事與平生》，陳之邁著，傳記文學，1967年9月。
- 《台灣先賢先烈專輯：蔣廷黻傳》，林子候著，國史館臺灣文獻館，1997年9月。
- 《蔣廷黻與蔣介石》，湯晏著，大塊文化出版，2017年1月。

## 其他
- 1950年蔣廷黻在聯合國安理會上發言，將台灣的別名福爾摩沙指為源自西班牙語。[22]
- “蒋廷黻”常错作“蒋廷黼”，然蒋廷黼亦有其人。蒋廷黼（1904—？），字清如，浙江吴兴人，经济学家、集钞家，曾就读于上海南洋中学，著有《纸币概论》《货币与物价之研究》。[23]